# Haselbachtal
Haselbachtal è un comune di 4.049 abitanti della Sassonia, in Germania.
Appartiene al circondario (Landkreis) di Bautzen (targa BZ).